# Neocerynea
Genre
Neocerynea est un genre de lépidoptères (papillons) de la famille des Noctuidae.